# NGC 3222
NGC 3222 è una galassia a lenticolare di tipo Hubble SB0 nella costellazione del Leone. Si stima che si trovi a 246 milioni di anni luce dalla Via Lattea e abbia un diametro di circa 85.000 anni luce.
Nella stessa area celeste si trovano, tra l'altro, le galassie NGC 3213, NGC 3226, NGC 3227.

## Scoperta
La galassia fu scoperta nel marzo 1855 da Friedrich August Theodor Winnecke.